# Desportivo Brasil
Desportivo Brasil Participações Ltda. (Desportivo Brasil Beteiligungs-GmbH) ist eine in Porto Feliz, einer etwa 100 Kilometer von São Paulo (Brasilien) entfernten Kleinstadt, ansässige, zum bedeutenden brasilianischen Sportvermarkter Traffic Sports gehörende Firma, die eine professionelle Fußballmannschaft betreibt.
Hauptzweck der Firma ist, Spieler im Alter von 13 bis 20 Jahren weiterzuentwickeln und möglichst profitabel weiterzuverkaufen. Mit der Jugendakademie des englischen Vereins Manchester United besteht ein Abkommen zur Zusammenarbeit, das unter anderem den Austausch von Spielern vorsieht.
Nachdem ab der Gründung am 19. November 2005 zunächst Jugendmannschaften aufgestellt wurden, lief die erste Mannschaft erstmals 2009 in der vierten Division der Staatsliga, der sogenannten Segunda Divisão, von São Paulo auf.
Dem Geschäftsmodell entsprechend durchliefen den Verein mittlerweile eine stattliche Anzahl von Spielern, die nicht nur von höherklassigen Vereinen in Brasilien wie CR Vasco da Gama, Atlético Mineiro und Fluminense Rio de Janeiro, sondern auch bei Vereinen in den USA, Russland, Japan, China und auch europäischen Ländern wie Portugal und Polen unter Vertrag genommen wurden.
Cássio und Willians waren 2010 Teil der Meistermannschaft von Fluminense. Paulo Miranda etablierte sich 2012 beim São Paulo FC. Jardel und Xandão spielen bei den portugiesischen Spitzenvereinen Benfica Lissabon und Sporting Lissabon.
Muriqui wurde als Leihspieler Staatsmeister mit Atlético Mineiro und wechselte schließlich für $ 3,5 Millionen zum chinesischen Verein Guangzhou Evergrande, wo er zu einem der Toptorschützen der Liga und zweimal Meister wurde. Paulo Henrique schloss sich 2011 für eine Ablösesumme von € 3,3 Millionen dem türkischen Erstligisten Trabzonspor an.  Mit der Verpflichtung von Carlinhos 2012 durch Bayer 04 Leverkusen zählte auch ein deutscher Verein zum Kundenkreis von Desportivo. Außerdem wechselte Bruno Nascimento, welcher in der Jugend für Desportivo spielte, im Jahr 2013 zum 1. FC Köln.